# Brachyglossina tantalidis
Brachyglossina tantalidis là một loài bướm đêm trong họ Geometridae.